# The Wizard (Lied)
The Wizard ist ein Lied der britischen Heavy-Metal-Band Black Sabbath ihres selbstbetitelten Debütalbum aus dem Jahr 1970.

## Hintergrund
Das Lied wurde von den Black-Sabbath-Mitgliedern Geezer Butler, Tony Iommi, Ozzy Osbourne und Bill Ward geschrieben beziehungsweise komponiert. Für die Produktion zeichnete Rodger Bain verantwortlich.
Die Erstveröffentlichung von The Wizard erfolgte als Teil von Black Sabbaths selbstbetiteltem Debütalbum im Februar 1970. Im April 1970 erschien es als 7″-Single mit der B-Seite Evil Woman (Don’t Play Your Games with Me). Darüber hinaus erschien The Wizard im August 1970 als B-Seite von Paranoid.

## Inhalt
The Wizard handelt von einem Zauberer, der seine Magie einsetzt, um Menschen, denen er begegnet, zu ermutigen.
In einem Interview mit Metal Sludge aus dem Jahr 2005 sagte Black Sabbath-Bassist und Texter Geezer Butler, dass der Liedtext vom Zauberer Gandalf aus Der Herr der Ringe beeinflusst worden sei.

## Besetzung
- Ozzy Osbourne – Gesang
- Tony Iommi – Lead-Gitarre
- Geezer Butler – E-Bass
- Bill Ward – Schlagzeug

## Rezeption (Auswahl)
Das Lied wurde von Bullring Brummies, einem kurzlebigen Projekt mit den Black Sabbath Gründungsmitgliedern Geezer Butler und Bill Ward, für das Tribute-Album Nativity in Black von 1994 gecovert. Im Jahr 1998 erschien eine Jungle-Version des New Yorker Reggae-Dub-Künstlers Dr. Israel unter dem Titel The Doctor vs. The Wizard; die Version enthält ein Sample der Mundharmonika aus der Einleitung. Die Hip-Hop-Formation Cypress Hill verwendete ebenfalls Elemente des Originals für ihren Track We Ain’t Goin’ Out Like That auf dem 1993er Album Black Sunday.